# Plano Voisin

Plano Voisin para Paris (1925), de Le Corbusier

O Plano Voisin foi um projeto urbanístico não realizado, elaborado em 1925 para a cidade de Paris pelo arquiteto suíço naturalizado francês Le Corbusier.

## Projeto
Le Corbusier, pseudónimo de Charles-Édouard Jeanneret-Gris, é considerado como um dos pais da arquitetura racionalista —também conhecida como Estilo Internacional ou Movimento Moderno— e um dos melhores arquitetos do século XX. Embora suíço de nascimento, estabeleceu-se em Paris em 1917 (aos trinta anos) e naturalizou-se francês em 1930. Em 1922, associou-se ao seu primo, o engenheiro Pierre Jeanneret, com quem abriu um estúdio em Paris e com quem realizou a maioria das suas obras até 1940, data em que se separaram.

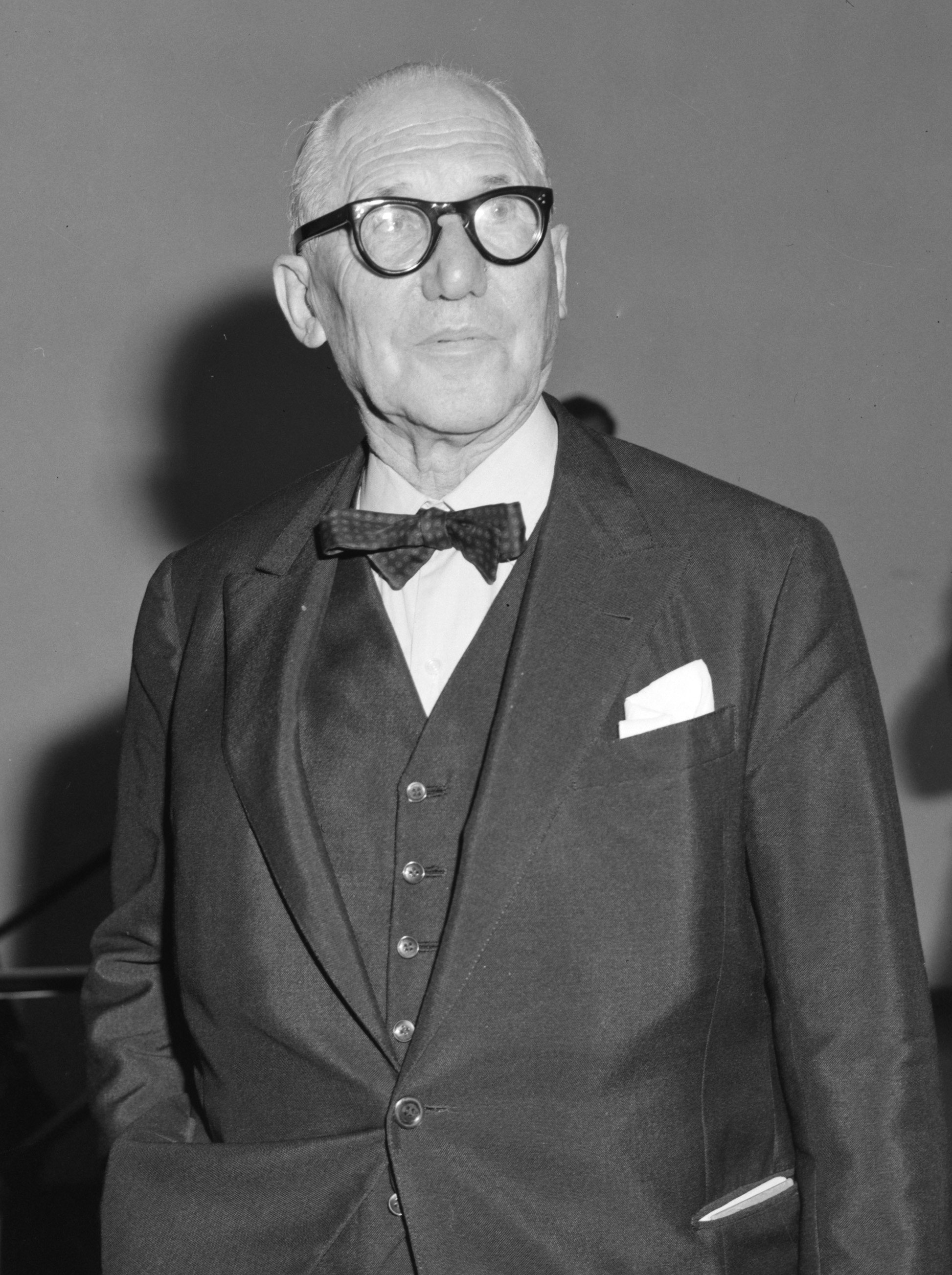
Le Corbusier

Além de arquiteto, Le Corbusier destacou-se como urbanista e, ao longo da sua carreira, desenvolveu numerosos projetos urbanísticos. Já em 1922, havia esboçado o seu projeto de uma Ville Contemporaine pour Trois Millions d'Habitants, em que situava um centro urbano com uma série de arranha-céus de escritórios em torno de um nó de comunicações, rodeado por diversos setores residenciais, de serviços e lazer, com abundantes zonas verdes e ruas ordenadas hierarquicamente.
Em 1925, publicou Urbanisme, onde desenvolveu as suas ideias sobre uma cidade funcional baseada na ordem e linearidade. Nesta obra, estabeleceu quatro pontos essenciais sobre o urbanismo: descongestionar o centro das cidades, aumentar a sua densidade, aumentar os meios de deslocação e aumentar os parques e espaços abertos.
Este esquema foi aplicado ao seu Plano Voisin para Paris, elaborado em 1925 com o patrocínio do fabricante de automóveis e aeroplanos Gabriel Voisin —anteriormente, havia sondado a Peugeot e a Citroën, que recusaram—. Apresentou-o no pavilhão de L'Esprit Nouveau, que havia construído para a Exposição de Artes Decorativas de 1925 em Paris. Os fundamentos principais do projeto eram a funcionalidade higienista —proporcionar uma correta insolação e ventilação às habitações—, a profusão de zonas verdes, sistemas eficazes de habitação coletiva e facilitar a circulação: «uma cidade feita para a velocidade é uma cidade feita para o sucesso», segundo as suas palavras.
Neste projeto, Le Corbusier desenvolveu a sua ideia de uma reconstrução total sobre um plano geométrico como a única solução para descongestionar os núcleos antigos das velhas cidades. O arquiteto chegou a propor a demolição de 40 hectares de edifícios antigos na margem direita do Sena, dos quais apenas se salvariam os grandes monumentos, como o Palais-Royal ou a Place de la Madeleine. No seu lugar, situar-se-ia uma grande esplanada verde que abrigaria dezenove altos arranha-céus de 180 m de altura, com planta em cruz, com estradas retas e a diferentes níveis. Além dos arranha-céus, o resto dos edifícios seriam casas à redent («em redente»), uma série de construções por reentrâncias em giro repetido e invertido em ângulo reto para aproveitar duas orientações: este-oeste, com habitações em ambos os lados e rua interior; e norte-sul, com habitações na parte sul e uma rua perimetral a norte. Os edifícios teriam onze andares e 400 m de comprimento, separados 200 m entre si. Tanto os edifícios como as autoestradas seriam elevados sobre pilotis, deixando a parte inferior para zonas verdes e serviços comunitários.
Muitas das formulações de Le Corbusier foram recolhidas na Carta de Atenas, um dos principais manifestos do urbanismo racionalista. Foi redigida no IV Congresso Internacional de Arquitetura Moderna, celebrado em Atenas em 1933, sob a iniciativa principal de Le Corbusier, embora a redação tenha ficado a cargo dos arquitetos suíços Werner Moser e Rudolf Steiger. Não foi publicada até 1942, de forma anónima, e em 1944 por Josep Lluís Sert com o título Can our Cities Survive?; por fim, em 1957 foi publicada com a assinatura de Le Corbusier. Este conceito inspirou muitas das realizações urbanísticas dos anos 1950 e 1960.
Em 1933, reformulou as suas teorias sob o nome de Ville Radieuse («cidade radiante»), um projeto quase utópico que combinava funcionalidade com preocupação ecológica, com blocos gigantes de apartamentos separados entre si para garantir a exposição ao sol, grandes espaços ajardinados, separação de funções e vias de comunicação eficientes.